# کویوک (آلاسکا)
کویوک (به انگلیسی: Koyuk) شهری در ناحیه سرشماری نوم ایالت آلاسکا است که جمعیت آن در سرشماری سال ۲۰۰۰ میلادی ۲۹۷ نفر بوده‌است.